# یواس‌اس چانسی (دی‌دی-۶۶۷)
یواس‌اس چانسی (دی‌دی-۶۶۷) (به انگلیسی: USS Chauncey (DD-667)) یک کشتی بود که طول آن 376 ft 6 in (114.7 m) بود. این کشتی در سال ۱۹۴۳ ساخته شد.